# Lvovska oblast
Lvovska oblast (ukrajinsko Львівська область, pogovorno Львівщина – »L'vivščina«) je oblast na zahodu Ukrajine. Njeno upravno središče je mesto Lvov.
Na severu meji z Volinsko, na severovzhodu z Rovensko, na vzhodu s Ternopilsko, na jugovzhodu z Ivano-Frankivsko, na jugu z Zakarpatsko oblastjo in na zahodu s Poljsko. Površina oblasti je 21.832 km², kar predstavlja 3,62 % ukrajinskega ozemlja, leta 2021 je v oblasti živelo 2.497.750 ljudi.
Je ena od treh današnjih oblasti, ki so bile v času habsburške monarhije del Kraljevine Galicije in Lodomerije. Novembra 1939 jo je ustanovila Sovjetska zveza, potem ko je v skladu s paktom Ribbentrop-Molotov anektirala vzhodno Poljsko; tedaj je obsegala tudi rajone danes poljskih mest Lubaczów, Laszki in Sieniawa, ki so bili po vojni vrnjeni Poljski. Današnje meje oblasti so bile vzpostavljene leta 1959.

## Upravne delitve
Pred reformo julija 2020 se je oblast delila na 20 rajonov in 9 mest oblastnega pomena – Borislav, Červonograd, Drogobič, Lvov, Moršin, Novi Rozdil, Sambir, Strij in Truskavec – podrejenih neposredno oblastni vladi.
Od oktobra 2020 oblast vsebuje sedem rajonov:
| Rajon            | Upravno središče            | Površina (km²) | Prebivalstvo (2021) | Št. gromad |
| ---------------- | --------------------------- | -------------- | ------------------- | ---------- |
| Drogobiški rajon | Drogobič                    | 1496,9         | 235.405             | 5          |
| Zoločivski rajon | Zoločiv                     | 2913,4         | 160.664             | 7          |
| Lvovski rajon    | Lvov                        | 4968,5         | 1.146.538           | 23         |
| Sambirski rajon  | Sambir                      | 3250,4         | 224.126             | 11         |
| Strijski rajon   | Strij                       | 3840,5         | 322.853             | 14         |
| Šepticki rajon   | Šepticki (prej Červonograd) | 2971,6         | 228.945             | 7          |
| Javorivski rajon | Javoriv                     | 2378,4         | 179.219             | 6          |